# Мерзликин, Александр
Александр Мерзликин (15 сентября 1967, Фрунзе) — советский и киргизский футболист, нападающий и защитник. Выступал за сборную Кыргызстана. Неоднократный чемпион и лучший бомбардир чемпионатов Кыргызстана.

## Биография
Воспитанник фрунзенской РСДЮСШОР. На взрослом уровне дебютировал в 1985 году в составе «Алги», выступавшей во второй лиге. Однако провёл в клубе только один сезон, после чего перешёл в команду КФК «Инструментальщик» (Фрунзе), игравшую в первенстве Киргизской ССР, и выступал за неё до распада СССР.
В первой половине 1992 года играл за клуб «Металлург» (Новотроицк) во второй лиге России.
В середине 1992 года вернулся в Кыргызстан, и стал играть в высшей лиге национального чемпионата за «Спартак» (Токмак), с этим клубом в 1993 году стал серебряным призёром чемпионата. В 1994—1995 годах играл за «Кант-Ойл» и дважды становился чемпионом страны. В 1996 году в составе клуба АиК (Бишкек) стал серебряным призёром чемпионата и обладателем Кубка Кыргызстана, в финальном матче против кадамджайского «Металлурга» (2:0) сделал «дубль». Трижды подряд выигрывал спор бомбардиров чемпионата — в 1994 году (25 голов), 1995 году (27 голов) и 1996 году (17 голов). В 1997 году выступал за бишкекское «Динамо», с которым в очередной раз стал чемпионом страны, занял третье место в споре бомбардиров сезона с 11 голами и стал лучшим снайпером своего клуба. В конце карьеры выступал за клуб «СКНГ-Гвардия».
Всего в чемпионатах Кыргызстана в высшей лиге сыграл 134 матча и забил 105 голов. Свой сотый гол забил осенью 1997 года. Всего в зачёт Клуба Алмаза Чокморова для футболистов, забивших более 100 голов после провозглашения независимости Кыргызстана, забил 116 голов (в том числе 9 в Кубке и 2 — за сборную).
За национальную сборную Кыргызстана выступал в июне 1997 года в матчах отборочного турнира чемпионата мира. Дебютный матч сыграл 4 июня 1997 года против Ирана, а первый гол забил в своей второй игре, 6 июня в ворота Мальдив. Всего сыграл 4 матча и забил 2 гола.
Дальнейшая судьба неизвестна.